# 에이체스
에이체스(본명: 서형석, 1994년 5월 17일 ~ )는 대한민국의 가수, 래퍼이다. 2015년 정규 앨범《Pawn tape》로 데뷔하였다.

## 학력
- 송내초등학교
- 상도중학교
- 부명고등학교

## 방송
- 쇼미더머니 1 (2012)
- 쇼미더머니 2 (2013)
- 쇼미더머니 3 (2014)
- 쇼미더머니 4 (2015)
- 쇼미더머니 5 (2016)
- 쇼미더머니 6 (2017)
- 쇼미더머니 777 (2018) - Top60
- 쇼미더머니 8 (2019) - Top31
- 쇼미더머니 9 (2020)
- 쇼미더머니 10 (2021) - Top20

## 음반
| 발매일 | 앨범                    | 가수명   |
| ------ | ----------------------- | -------- |
| 2015   | 《Pawn tape》           | 에이체스 |
| 2016   | 《Ferrari》             | 에이체스 |
| 2019   | 《Journeyman Mixtape》  | 에이체스 |
| 2020   | 《Green Goblin Cypher》 | 에이체스 |
| 2020   | 《Love Freestyle》      | 에이체스 |
| 2020   | 《Mad Real》            | 에이체스 |
| 2020   | 《검은띠》              | 에이체스 |